# Liu Yanni
Liu Yanni (chinesisch 刘燕妮, Pinyin Liú Yànnī; * 11. Juni 1999) ist eine chinesische Tennisspielerin.

## Karriere
Liu begann mit zehn Jahren das Tennisspielen und bevorzugt Hartplätze. Sie spielt hauptsächlich Turniere auf der ITF Women’s World Tennis Tour, auf der sie bislang einen Titel im Doppel gewinnen konnte.
2014 konnte sie das J1 Nanjing im Einzel gewinnen.
2016 erhielt Liu zusammen mit ihrer Partnerin Sheng Yuqi eine Wildcard für das Hauptfeld im Doppel des mit 50.000 US-Dollar dotierten $50,000 Zhuhai, wo die beiden aber bereits in der ersten Runde gegen Liu Chang und Lu Jiajing mit 3:6 und 0:6 verloren.
2017 erhielt sie eine Wildcard für die Qualifikation zu den China Open, ihrem ersten Turnier der WTA Tour, wo sie in der ersten Runde gegen Lara Arruabarrena mit 1:6 und 1:6 verlor. Für das darauf folgende WTA-Turnier, den Tianjin Open erhielt sie ebenfalls eine Wildcard für die Qualifikation, die sie aber ebenfalls nicht nutzen konnte, als sie in der ersten Runde gegen Han Xinyun mit 0:6, 6:4 und 0:6 verlor.
2018 erhielt sie sowohl für die Qualifikation im Dameneinzel als auch zusammen mit Partnerin Yuan Yue für das Damendoppel der Jiangxi Open eine Wildcard. Sie verlor aber das erste Match in der Qualifikation zum Dameneinzel gegen Walerija Sawinych mit 6:72 und 3:6 ebenso wie auch mit ihrer Partnerin im Damendoppel gegen Beatrice Gumulya und Jessy Rompies mit 1:6 und 2:6 bereits in der ersten Runde. Für die folgenden Guangzhou International Women’s Open erhielt sie abermals eine Wildcard für die Qualifikation, verlor aber wieder bereits in der ersten Runde gegen Danka Kovinić mit 3:6 un 1:6. Auch bei den Tianjin Open scheiterte sie mit ihrer Wildcard bereits in der ersten Runde der Qualifikation mit 1:6 und 0:6 an Barbora Krejčíková. Im Damendoppel verlor sie mit Partnerin Wang Meiling ebenfalls bereits in der ersten Runde gegen das topgesetzte Duo Irina-Camelia Begu und Barbora Krejčíková mit 2:6 und 0:6.
Ab 2019 spielte Liu dann wieder verstärkt ITF-Turniere und konnte beim mit 100.000 US-Dollar dotierten ITF WTT W100 Suzhou 2019 mit einem 6:2 und 6:3 Erstrundensieg gegen die Qualifikantin Wang Meiling zumindest die zweite Runde erreichen, wo sie dann aber gegen die spätere Turniersiegerin Peng Shuai mit 2:6 und 0:6 verlor.

## Turniersiege

### Doppel
| Nr. | Datum         | Turnier  | Kategorie | Belag     | Partnerin | Finalgegnerinnen      | Ergebnis |
| --- | ------------- | -------- | --------- | --------- | --------- | --------------------- | -------- |
| 1.  | 8. April 2023 | Singapur | ITF W15   | Hartplatz | Ren Yufei | Guo Meiqi Lin Li-hsin | 6:1, 7:5 |